# Серюков, Александр Дмитриевич
Александр Дмитриевич Серюков (1902—1945) — советский военный, государственный и политический деятель, гвардии полковник.

## Биография
Родился в 1902 году в Солнечногорске. 
Член ВКП(б) с 1920 года; был участником Гражданской войны. С 1924 года — на военной службе, общественной и политической работе в РККА. Делегат XVIII съезда ВКП(б).
Участвовал в финской компании 1939-1940 гг. в должности военного комиссара 56-го стрелкового корпуса 15-й армии.
В Великой Отечественной войне участвовал с 22 июня 1941 года в звании бригадного комиссара: с 14 по 29 июля 1941 года — начальник Политуправления фронта резервных армий; с 30 июля по 12 октября 1941 года — начальник Политуправления Резервного фронта; с 12 октября 1941 года — начальник Политотдела 43-й армии Западного фронта, участвовал в обороне Москвы, будучи членом Военного совета 43-й армии. Был тяжело ранен в районе Тарутино 22 октября 1941 года.
С 11 февраля 1942 года — член Военного совета 44-й армии Крымского фронта. С 12 июля 1942 года — военный комиссар 150-й Сталинской стрелковой дивизии сибиряков-добровольцев, сформированной в Новосибирске и 14 сентября 1942 года вошедшей в состав 22-й, а затем 41-й армий Калининского фронта. С 25 ноября и до 17 декабря 1942 года части дивизии вели ожесточенные наступательные бои с противником в районе г. Белого. В ходе этих боев дивизия освободила от врага 50 населенных пунктов и 20 декабря 1942 года Серюкову было присвоено звание полковника. За стойкость в обороне, мужество и отвагу в наступлении 150 стрелковая дивизия была преобразована Приказом Наркома Обороны от 19 апреля 1943 года в 22-ю Гвардейскую стрелковую дивизию, а Серюков в этот день был назначен на должность начальника Политотдела 48-го стрелкового корпуса 69-й армии 2-го Украинского фронта. 
В связи с ухудшением здоровья гвардии полковник А. Д. Серюков был назначен начальником Политотдела Курсов усовершенствования офицерского состава Красной Армии  «Выстрел» в родном Солнечногорске.
Умер от остановки сердца в Главном госпитале Красной Армии в Москве 11 апреля 1945 года; был кремирован.
Награды: орден Отечественной войны I-й степени (23.10.1943), два ордена Красной Звезды (1941, 24.03.1943), медали.